# Asperján György
Asperján György (Újpest, 1939. február 8. –) József Attila-díjas (1985) magyar író, költő.

## Élete
Apai ágon örmény származású. 17 évesen közvetlen tanúja volt a forradalom sok eseményének, ami meghatározó hatással volt későbbi írói pályájára is.
1958 óta publikál. 1960–65 között az ELTE BTK magyar–filozófia szakos hallgatója volt. Karrierje kezdetén vasesztergályosként dolgozott. 1964–66 között az ELTE Alkotóköre Tiszta szívvel című irodalmi lapjának főszerkesztője. 1965-től a Magyar Rádió munkatársa lett, 1981 óta irodalmi rovatvezetőként.
Regényei általában önéletrajzi ihletésűek. A rádió több hangjátékát, dokumentumműsorát tűzte műsorára.

## Magánélete
1965-ben feleségül vette Harangozó Márta (1941–2013) újságírót. Egy fiuk született, Tamás (1972).

## Művei

### Regények
- Vészkijáratbejárat (1975)
- Vetkőzzünk meztelenre! (1977)
- Rohanj velem! (1980)
- Végül is szenteltvíz (1983)
- Vádak és gyónások (1986)
- És mégsem mozog a Föld (2001)
- Fogadj szívedbe (2005)
- A Labancz Anna gyilkosság (2006) (a regényt ihlető valós gyilkosság feltételezett tettesének megnevezése miatt indult rágalmazási per eredményeként a könyv példányait visszavonták)
- Csapataink harcban állnak (2006)
- Jézus és Júdás aktája (2007)
- Karcinóma. Egy tüdőrákbeteg regénye (Attisz, Bp., 2014)
- Megőrült kuvasz és más történetek; Attisz, Bp., 2019

### Versek
- Mindenre készen (1987)
- A Földre kirekesztve (1991)
- Kiáltás a mindenségben. Versek (Attisz, Bp., 2011)
- Talán. Válogatott versek; Attisz, Bp., 2019

### Folytatásos rádiójátékok
- Daráló (társszerző, 1991–)

### Fotóalbumok
- Költőnk és kora. József Attila-év (2005)

## Díjai
- Szocialista Kultúráért (1971, 1973, 1975)
- SZOT-díj (1977)
- A Móra Könyvkiadó Nívódíja (1980)
- József Attila-díj (1985)
- A Magyar Írószövetség tárcapályázatának Különdíja (1995)